# Efekt spekulacyjny
Efekt spekulacyjny – efekt uwzględniający oczekiwania konsumentów, co do poziomu przyszłych cen, ma dwa warianty. Pierwszy wariant mówi o tym, że jeśli konsumenci oczekują wzrostu cen, to zakupują danego dobra więcej (na zapas). Drugi wariant natomiast mówi, że jeśli konsumenci spodziewają się spadku cen, to ograniczą zakup danego dobra i poczekają do spodziewanej obniżki.